# Mokrin
Mokrin (în maghiară Mokrin, Homokrév, în germană Mokrin, în română Mocrin) este o localitate în Districtul Banatul de Nord, Voivodina, Serbia, unde se practică exploatarea de petrol .

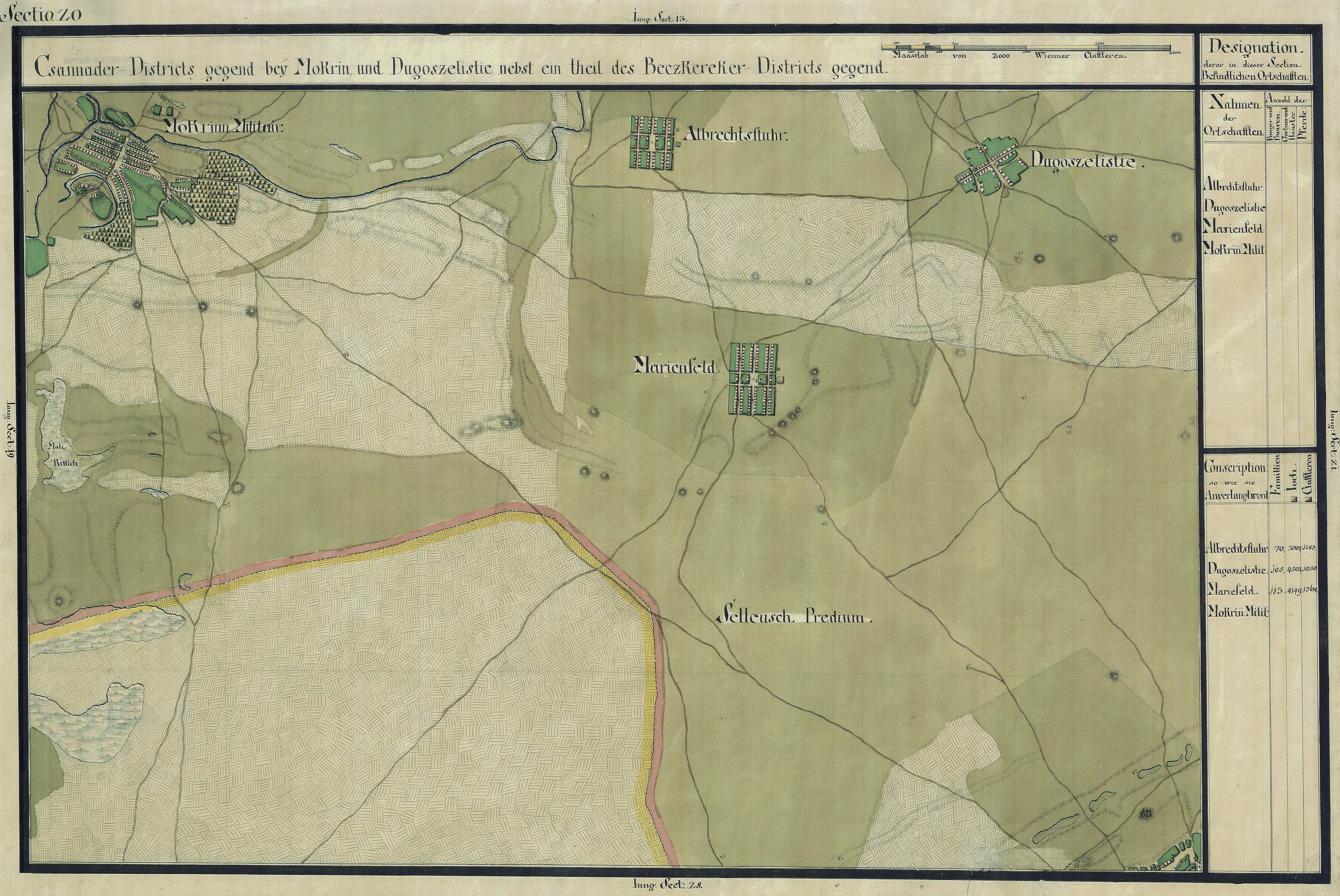
Mokrin în Harta Iosefină a Banatului, 1769-72